# قطر ستيل
قطر ستيل (قاسكو سابقا) تشكلت في عام 1974 كأول مصنع متكامل للصلب في الخليج العربي. بدأ الإنتاج التجاري في عام 1978 مع الشركة لتصبح بعد ذلك مملوكة بالكامل لشركة صناعات قطر سنة 2003.
وتقوم الشركة بتشغيل مرفقين رئيسيين في موقعها الممتد على مساحة 60,000 متراً مربعاً بالمنطقة الحرة بجبل علي، وهما عبارة عن وحدة متطورة للقضبان السلكية تعمل بسعة إنتاجية قدرها 240,000 طناً مترياً سنوياً، ووحدة ثني الحديد وتبلغ سعتها الإنتاجية 50,000 طناً مترياً سنوياً وسوف يتم استبدالها بوحدة حديثة لقضبان التسليح يتم توريدها من شركة فيا بوميني والتي ستبلغ طاقتها الإنتاجية 300,000 طناً مترياً.